# Ronna

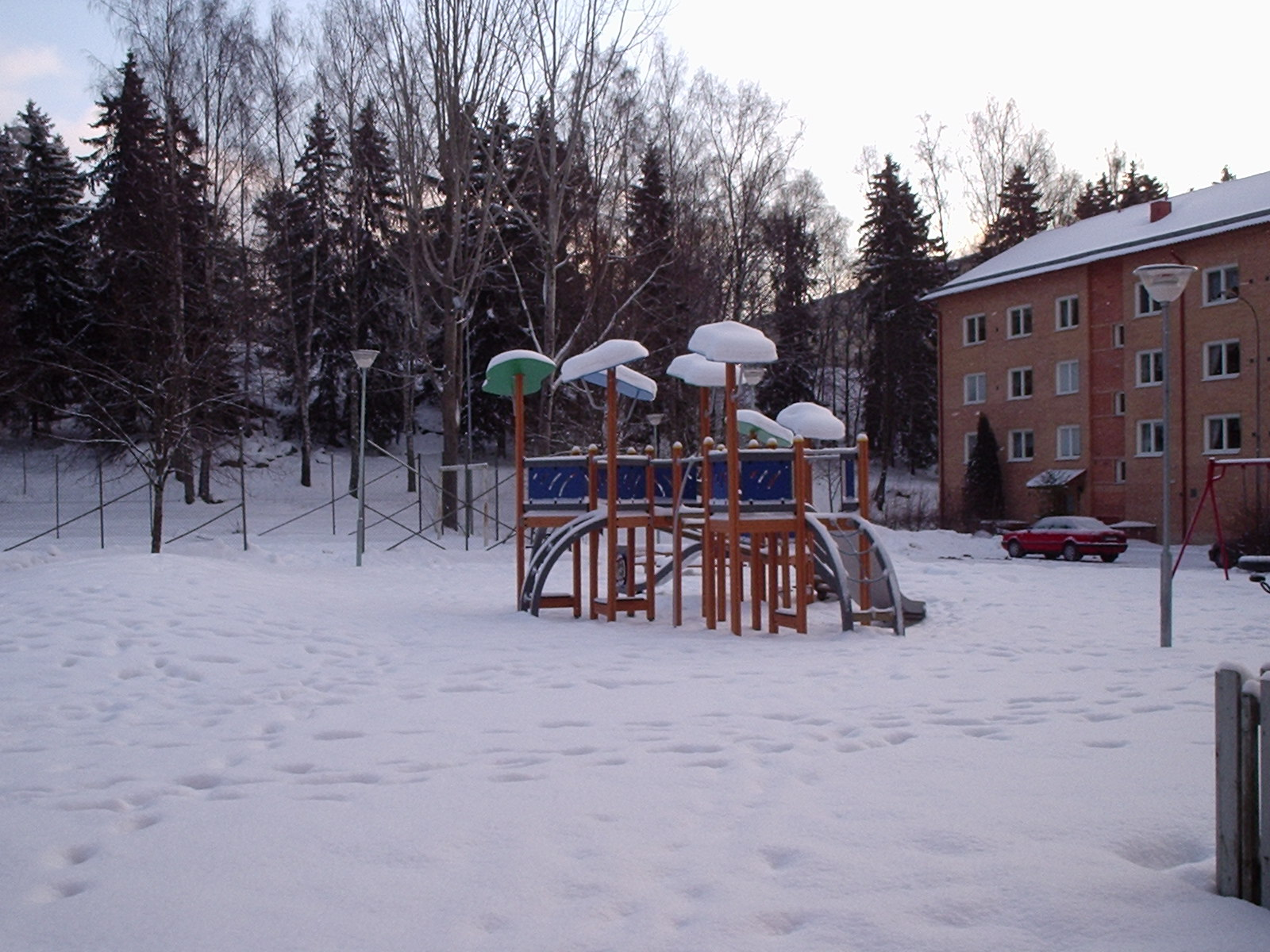
En lekpark vid ett flerbostadshus i Ronna i januari 2010.

Ronna är en stadsdel i nordvästra Södertälje som uppfördes som en del av miljonprogrammet.

## Bebyggelse
Ronna består av villor och lägenheter. Ronna centrum är privatägt, och ägs, genom bolaget Ginatas AB, av riksdagsman Metin Ataseven med familj. I Ronna centrum finns bland annat en vårdcentral, en restaurang och en frisör. Här låg även den illegala spelklubben Oasen, där två personer sköts till döds den 1 juli 2010 klockan 02.22. En av de som dödades var den assyriske fotbollsspelaren Eddie Moussa. 
Ronna har även en skola, Ronnaskolan. Tidigare fanns en annan skola, Bårstaskolan. Den byggnad som var Bårstaskolan används för två olika förskolor (en kommunal, Björken, och en privat, Finska Förskolan) och ett privat gymnasium. 
Det finns flera förskolor i Ronna. De kommunala förskolorna utgörs dels av Ronna Förskoleområde med förskolorna Lärkan, Björken, Odalen och Urberget, dels finns Rösberga förskola. Björkens förskola som låg vid Robert Anbergs väg brann ner 2012 och inhyses numera i Bårstaskolans gamla lokaler. Lärkans förskola brann tidigare också ner men byggdes upp efter branden. Ronna Förskoleområde har en förskolebuss som gör att 5-åringarna från de fyra förskolorna kan resa till en rad platser i Södertälje och även till Stockholm och andra platser i södra Stockholms län. 

## Demografi
Befolkningen i Ronna består till stor del av personer med bakgrund i kristna grupper i Mellersta Östern, bland annat från Turkiet, Syrien, Libanon och Irak. 

## Kommunikationer
Flera bussförbindelser finns till Ronna, inklusive en nattbuss. 